# Брунеллия
Брунеллия (лат. Brunellia) — единственный род растений монотипного семейства Брунеллиевые (Brunelliaceae) порядка Кисличноцветные (Oxalidales), включающий в себя не менее 60 видов. Представители рода произрастают во влажных горных лесах Южной Мексики, Центральной Америки, Антильских островов и в Андах Венесуэлы, Колумбии, Эквадора, Перу и Боливии на высотах 1800-3000 м.

## Биологическое описание
Виды рода большей частью невысокие вечнозелёные деревья с цилиндрическими, ветвящимися наверху стволами с серой часто трещиноватой корой.
Листья довольно крупные, супротивные или мутовчатые, простые, трёхлисточковые или непарноперистые, с маленькими опадающими прилистниками. Молодые стебли и листья обычно опушены короткими рыжеватыми, толстостенными одноклеточными волосками.
Цветки мелкие, невзрачные, актиноморфные, двудомные, безлепестные, собраны в пазушные или верхушечные метёлки.
Плод — 4-5-листовка, при созревании расщепляется.

## Виды
По информации базы данных The Plant List (на июль 2016), род включает 60 видов:
- Brunellia acostae Cuatrec.
- Brunellia acutangula Bonpl.
- Brunellia almaguerensis Cuatrec.
- Brunellia amayensis C.I.Orozco
- Brunellia antioquensis (Cuatrec.) Cuatrec.
- Brunellia boliviana Britton ex Rusby
- Brunellia boqueronensis Cuatrec.
- Brunellia briquetii Baehni
- Brunellia brunnea J.F.Macbr.
- Brunellia cayambensis Cuatrec.
- Brunellia colombiana Cuatrec.
- Brunellia comocladifolia Bonpl.
- Brunellia coroicoana Cuatrec.
- Brunellia costaricensis Standl.
- Brunellia cuatrecasana C.I.Orozco
- Brunellia cutervensis Cuatrec.
- Brunellia cuzcoensis Cuatrec.
- Brunellia dichapetaloides J.F.Macbr.
- Brunellia dulcis J.F.Macbr.
- Brunellia ecuadoriensis Cuatrec.
- Brunellia elliptica Cuatrec.
- Brunellia espinalii Cuatrec.
- Brunellia farallonensis Cuatrec.
- Brunellia foreroi C.I.Orozco
- Brunellia glabra Cuatrec.
- Brunellia goudotii Tul.
- Brunellia hexasepala Loes.
- Brunellia hiltyana Cuatrec.
- Brunellia hygrothermica Cuatrec.
- Brunellia inermis Ruiz & Pav.
- Brunellia integrifolia Szyszyl.
- Brunellia latifolia Cuatrec.
- Brunellia littlei Cuatrec.
- Brunellia macrophylla Killip & Cuatrec.
- Brunellia mexicana Standl.
- Brunellia morii Cuatrec.
- Brunellia neblinensis Steyerm. & Cuatrec.
- Brunellia occidentalis Cuatrec.
- Brunellia oliveri Britton
- Brunellia ovalifolia Bonpl.
- Brunellia pallida Cuatrec.
- Brunellia pauciflora Cuatrec. & C.I.Orozco
- Brunellia penderiscana Cuatrec.
- Brunellia pitayensis Cuatrec.
- Brunellia propinqua Kunth
- Brunellia putumayensis Cuatrec. Cuatrec.
- Brunellia racemifera Tul.
- Brunellia racemifera Tul.rhoides Rusby
- Brunellia rufa Killip & Cuatrec.
- Brunellia sibundoya Cuatrec.
- Brunellia standleyana Cuatrec.
- Brunellia stenoptera Diels
- Brunellia stuebelii Hieron.
- Brunellia subsessilis Killip & Cuatrec.
- Brunellia tomentosa Bonpl.
- Brunellia trianae Cuatrec.
- Brunellia trigyna Cuatrec.
- Brunellia velutina Cuatrec.
- Brunellia weberbaueri Loes.
- Brunellia zamorensis Steyerm.